# Glaciar Bartlett
El glaciar Bartlett (86°15′S 152°0′O / -86.250, -152.000) es un glaciar tributario en la Antártida,  fluye hacia el noreste desde la meseta de Nilsen y se une al glaciar Scott al norte del monte Gardiner. Mide unos 60 km de largo y 10 km de ancho en su término.
Fue descubierto en diciembre de 1934 por el grupo geológico de la Expedición Antártica Byrd al mando de Quin Blackburn, y Richard Evelyn Byrd lo nombró en honor al capitán Robert Bartlett de Brigus, Terranova, un destacado navegante y explorador del Ártico que recomendó que la expedición adquiriera el Oso, un barco de hielo que fue comprado y rebautizado por Byrd como el Oso de Oakland.